# Jüdischer Friedhof (Paffendorf)

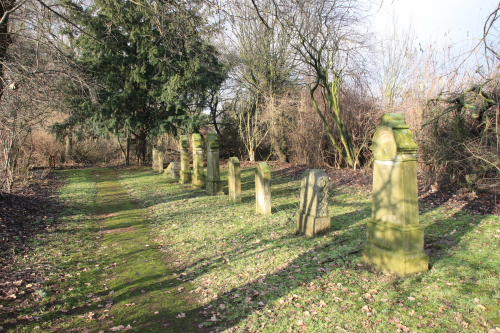
Teilansicht

Der Jüdische Friedhof Paffendorf liegt im Stadtteil Paffendorf der Stadt Bergheim im Rhein-Erft-Kreis (Nordrhein-Westfalen). 
Auf dem jüdischen Friedhof, der von 1860 bis 1923 belegt wurde, sind noch 13 Grabsteine (Mazewot) vorhanden. Die Begräbnisstätte liegt an der Kreisstraße 41. Sie wurde am 14. Juli 1989 in die Denkmalliste der Stadt Bergheim eingetragen. Der Friedhof ist nicht umzäunt und frei zugänglich. 